# 马焦雷湖畔皮诺
馬焦雷湖畔皮诺（義大利語：Pino sulla Sponda del Lago Maggiore），简称皮诺（Pino），曾是意大利瓦雷泽省的一个市镇。总面积7平方公里，人口232人，人口密度33.1人/平方公里（2009年）。国家统计（ISTAT）代码为012112。
2014年2月4日皮诺、马卡尼奥及韦达斯卡三个市镇合并为新的马卡尼奥-皮诺和韦达斯卡市镇。